# Citroën Dyane
La Citroën Dyane è un'utilitaria prodotta dalla Casa francese Citroën dal 1967 al 1984.

## Storia

### Genesi del modello
Negli anni cinquanta e sessanta la Citroën era riuscita a ottenere un enorme successo di vendite con la sua 2CV, una vettura spartana ed essenziale pensata già negli anni trenta per motorizzare il ceto medio francese.
Tuttavia l'avvento della Renault 4, analoga alla piccola Citroën sia per caratteristiche tecniche che per successo commerciale, si rivelò una minaccia per l'egemonia commerciale della 2CV che cominciava a soffrire per il suo design un po' datato e per i suoi limiti costruttivi. D'altro canto questa vettura continuava a far registrare numeri di vendita più che soddisfacenti, malgrado la sua età.
Perciò la Citroën pensò di affiancare alla 2CV, senza sostituirla, una vettura dalle caratteristiche simili ma con un design più moderno. Solo in seguito, secondo le intenzioni del costruttore, la 2CV sarebbe stata pensionata a favore della nuova vettura; in realtà, la 2CV sarebbe sopravvissuta di ben sei anni alla sua erede designata ma questo all'epoca non era prevedibile.
Nel 1964 fu avviato quindi il progetto AY, destinato alla realizzazione di questa nuova vettura. Tale progetto si prefiggeva di apportare sostanziali modifiche stilistiche e di contenuto alla 2CV, ma di lasciarne fondamentalmente invariata l'architettura meccanica. Perciò si trattava di dare un aspetto nuovo al corpo vettura del popolare modello.
Il presidente Pierre Bercot affidò il compito di ridisegnare il corpo vettura a Louis Bionier, già al Centro Stile della Panhard, una Casa automobilistica da pochi anni entrata nell'orbita della Citroën e che di lì a poco sarebbe stata rilevata del tutto dalla Casa del "double chevron". Il compito non fu affidato al Centro Stile Citroën perché esso era già sovraccarico di lavoro, visto che erano già attivi i progetti per il restyling della DS, per la GS, per la SM e per la Ami 8.
Le specifiche imposte da Bercot includevano la massima economia di sviluppo del modello per permettere anche al nuovo modello di essere competitivo, e la possibilità di produrre la nuova vettura nelle stesse linee di montaggio fino a quel momento dedicate solo alla 2CV, ossia gli stabilimenti di Levallois e di Rennes. I primi schizzi di Bionier ritraggono una vettura simile nell'impostazione generale alla 2CV, ma con cofano più spiovente, fari integrati nei parafanghi e parabrezza maggiormente sviluppato in altezza. Alcune soluzioni prefiguravano quindi quelle del modello definitivo.
Ma il modello derivato da tali schizzi e risalente alla fine del 1964 lasciò perplesso il direttivo Citroën, che decise di far apportare alcuni ritocchi ad alcuni colleghi del centro stile interno alla Citroën, che in quel periodo stava attraversando un momento di transizione. Era infatti scomparso il genio del design della Casa, ossia Flaminio Bertoni, ma il suo successore, Robert Opron, non era stato ancora nominato, per cui la responsabilità del centro stile venne affidata a Henri Dargent, il quale incaricò il collega Jacques Charreton di eseguire gli aggiornamenti al prototipo AY.
Fu così che, nel maggio del 1965, Charreton ridisegnò in alcuni punti il frontale del prototipo di Bionier rendendo la vettura più simile al modello definitivo. Nel frattempo lo stesso Dargent si occupò degli interni della vettura, fino a raggiungere il disegno definitivo il 2 luglio 1965. A tale fase della progettazione continuarono a partecipare anche alcuni membri della Panhard.
È del 17 marzo 1966 la diffusione dei primi disegni da parte della stampa specializzata: fu la rivista L'Auto Journal a pubblicare alcuni disegni che prefiguravano abbastanza da vicino il disegno definitivo a parte il frontale che ancora se ne discostava un po'. Nel frattempo proseguivano i ritocchi alla linea del corpo vettura: fu di questo periodo l'apporto fornito finalmente da Robert Opron per il raggiungimento del corpo vettura definitivo.
Il 23 maggio 1967 si ebbe l'omologazione del nuovo modello, per il quale fu scelto il nome di Dyane. L'origine del nome Dyane è controverso e vi sono diverse correnti di pensiero: per alcuni, dal momento che è stata progettata e realizzata in collaborazione con la Panhard, si pensa che il nome sia stato frutto della Panhard stessa, che aveva brevettato tutti i nomi che iniziavano con le lettere "Dy". Altri suppongono invece che Dyane derivi dal nome della dea romana Diana, un po' come già era successo con la DS Pallas. Altri ancora, e questa pare essere l'ipotesi più accreditata, affermano che Dyane sia quasi un anagramma della parola Dyna, con l'aggiunta di una e finale, e Dyna era infatti il nome di due modelli della passata produzione Panhard, ossia i modelli Dyna X e Dyna Z.

### Debutto
La produzione della Dyane è stata avviata l'11 luglio 1967 presso lo stabilimento di Levallois, esattamente come previsto dalle specifiche dettate da Bercot. Il 28 luglio la produzione fu arrestata perché furono concesse le ferie al personale addetto ai lavori, ma riprese esattamente un mese dopo, il 28 agosto, quando vi fu anche la presentazione alla stampa. I concessionari Citroën ricevettero i primi esemplari già il giorno dopo. La presentazione ufficiale al pubblico avvenne un altro mese dopo, a settembre, in occasione del Salone di Parigi 1967.

#### Design esterno e interno

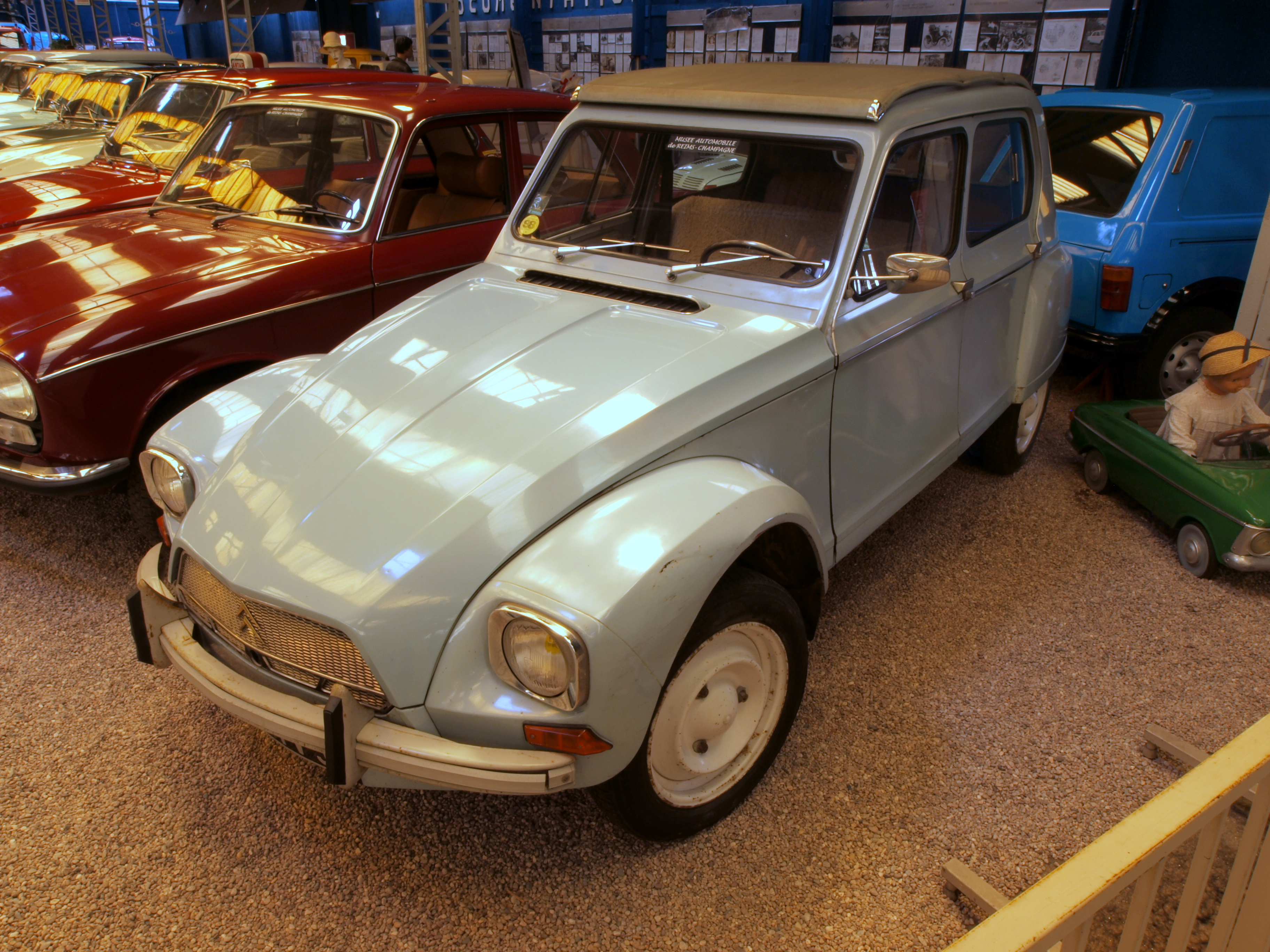
Una delle prime Dyane 4 con motore da 425 cm³

La Dyane può essere considerata a tutti gli effetti una sorta di "sorella minore" della 2CV, in quanto non sarebbe mai riuscita a bissare il successo commerciale della progenitrice, pur raggiungendo discreti volumi di vendita.
D'altronde, nata molto tempo dopo la 2CV, sfoggiava un look più moderno. Molte delle impostazioni principali già presenti sulla 2CV rimasero tali, come il corpo vettura molto rialzato e le ruote posteriori carenate ad esempio, il tutto rivisto in chiave più moderna con il risultato finale di una linea più elegante. Partendo dal frontale, balzano immediatamente all'occhio i proiettori quadrangolari incassati nei parafanghi, con questi ultimi che hanno mantenuto il loro aspetto sporgente rispetto al corpo vettura. Gli indicatori di direzione, posizionati al di sotto dei proiettori, sono ancora separati da questi ultimi, ma hanno un disegno più moderno.
La calandra è trapezoidale come nella 2CV, ma più bassa e coperta da una griglia a nido d'ape.
Il parabrezza è più ampio di quello della 2CV e permette maggiore visibilità per il conducente. La vista laterale mostra come anche i parafanghi posteriori, sempre carenati, siano rimasti sporgenti.
Sulle fiancate è visibile un'evidente nervatura che parte dal parafango anteriore e va a sfiorare le due maniglie prima di spegnersi in corrispondenza del parafango posteriore. Al di sotto di tale nervatura il disegno delle portiere assume un particolare andamento concavo che rimarrà caratteristico di tutta la produzione Dyane; non si trattava di un vezzo stilistico, bensì di un valido espediente per ridurre la rumorosità all'interno dell'abitacolo. Le vibrazioni, infatti, in presenza di una superficie concava, tendono a diffondersi verso l'esterno piuttosto che verso l'interno e ciò permise di risparmiare nell'utilizzo di materiali fonoassorbenti all'interno dell'abitacolo.
Un neo abbastanza importante nelle prime Dyane consisteva nell'assenza di un finestrino supplementare posto sul montante posteriore, che rimaneva così cieco e penalizzava la visibilità posteriore a causa di un angolo morto di grosse proporzioni, molto fastidioso in manovra.
I cerchi erano gli stessi della 2CV ma verniciati in bianco. La coda è caratterizzata innanzitutto dalla presenza, di serie, di un pratico portellone apribile verso l'alto, che invece era optional nella 2CV. Tale portellone consentiva l'accesso a un bagagliaio della capacità di 250 litri. I piccoli gruppi ottici sistemati in basso riprendono quelli delle DS ristilizzate che avrebbero visto la luce di lì a poco, ma che evidentemente erano già state concepite dai designers della Casa.
Gli interni della Dyane riprendono la spartanità tipica delle 2CV, ma sempre in chiave più moderna: rimangono i sedili tubolari coperti da un robusto telo, l'impianto elettrico a dinamo con indicatore di carica compreso nella strumentazione, l'interruttore per le luci di posizione posto sulla sinistra e quello per gli anabbaglianti posto sulla destra.
La leva del cambio è posta sulla plancia mentre il cruscotto è composto solo da un tachimetro e da un contachilometri. La capote sul tetto può finalmente essere aperta dall'interno, al contrario di quanto succedeva invece nella 2CV.

#### Struttura, meccanica e motore
La Dyane condivideva l'intero comparto meccanico con la 2CV: si ritrovano così la struttura a pianale rinforzato con elementi scatolati con carrozzeria fissata sopra di esso. A differenza della 2CV, nella Dyane vennero utilizzati, come già visto, anche lamierati concavi che consentivano una maggior insonorizzazione, anche se erano più costosi a fabbricarsi.
Anche le sospensioni mantennero lo schema originario a ruote indipendenti su entrambi gli assi, con tiranti longitudinali, bracci oscillanti, molle elicoidali longitudinali, e ammortizzatori a frizione e a inerzia. La soluzione delle molle longitudinali permetteva l'interazione tra avantreno e retrotreno per ottimizzare l'assetto della vettura.
L'impianto frenante prevedeva quattro tamburi, dei quali quelli anteriori erano posizionati entrobordo, cioè all'uscita del differenziale, mentre quelli posteriori erano montati dietro il mozzo ruota. Non era presente alcun tipo di servocomando per i freni, e così pure per lo sterzo, del tipo a cremagliera.
La Dyane lanciata nel 1967 era spinta dal noto motore bicilindrico raffreddato ad aria che già equipaggiava la 2CV, motore della cilindrata di 425 cm³ e della potenza massima di 21 CV SAE. Con la 2CV venne condivisa anche la trazione anteriore, soluzione in procinto di diffondersi a macchia d'olio nella produzione automobilistica mondiale. Il cambio era manuale a 4 marce, con frizione monodisco a secco, ma in alternativa era possibile scegliere una frizione centrifuga.

#### Allestimenti e dotazioni
Al suo debutto la Dyane era disponibile in due livelli di allestimento, denominati Luxe e Confort. Contrariamente a quanto si potrebbe pensare, il primo era l'allestimento di base, mentre il secondo era quello più completo.
L'allestimento Luxe era caratterizzato dalla panchetta anteriore con copertura in tessuto che lasciava però scoperta una parte della struttura tubolare. Tale panchetta era fissa, il che penalizzava chi era troppo alto o troppo basso. Il riscaldamento (ad aria che funzionava solo se in marcia) e il bloccasterzo erano presenti su tutte le versioni. Quanto ai pannelli porta, la Luxe montava delle semplici coperture in plastica sprovviste di poggiabraccia e vani portaoggetti.
L'allestimento Confort, invece, prevedeva una panchetta anteriore regolabile longitudinalmente ricoperta mediante un tessuto che nascondeva interamente la sua struttura tubolare. Inoltre i pannelli porta erano dotati di vano portaoggetti.
La lista optional comune alle due versioni includeva: frizione centrifuga, sedili anteriori separati, cinture di sicurezza anteriori, panchetta posteriore ribaltabile.

### Evoluzione

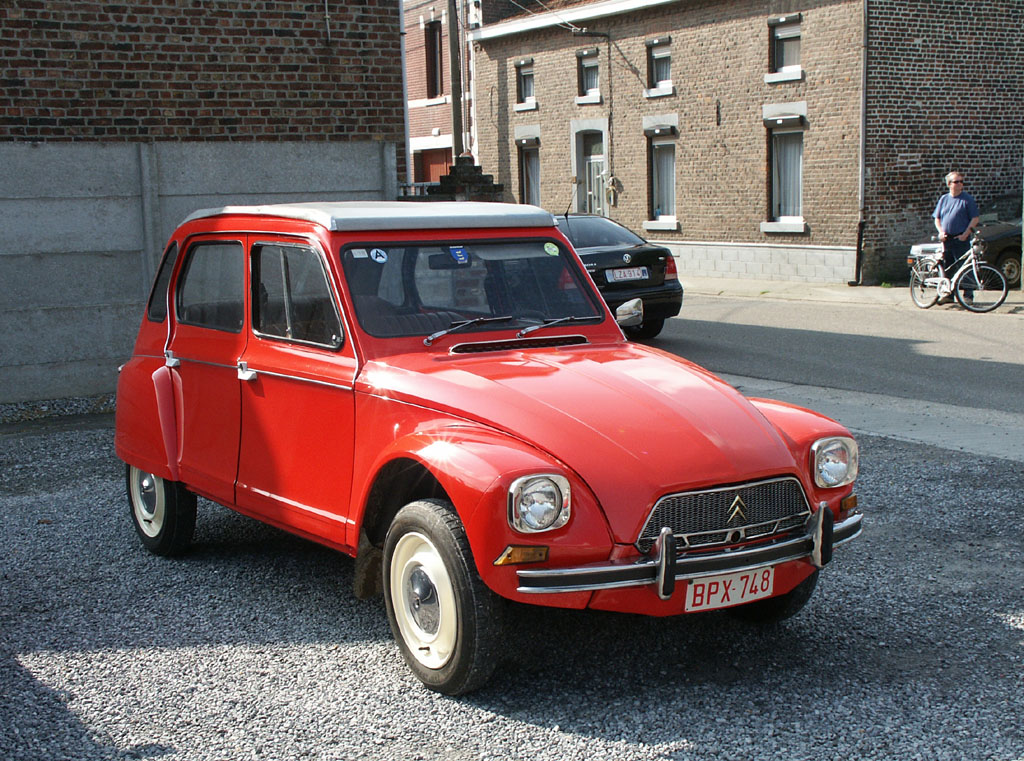
Una delle prime Dyane 6 pre-restyling

All'inizio della sua carriera commerciale, la Dyane ricevette diverse critiche dalla stampa specializzata a causa del suo prezzo troppo alto rispetto a quello della 2CV, tanto più che prestazioni e consumi erano leggermente peggiorati.
Per questo motivo, già nel gennaio 1968 venne introdotta una nuova versione, denominata Dyane 6 perché equipaggiata con il bicilindrico da 602 cm³ già impiegato sulla Ami 6. Tale motore, della potenza di 28 CV, permetteva di raggiungere una velocità massima di 110 km/h contro i 100 km/h della prima Dyane.
Esteriormente questa versione si distingueva per i cerchi dotati di coppe ruota cromate. Le primissime Dyane 6, prodotte fino al mese di aprile 1968, recavano la sigla D6 anziché Dyane 6; si tratta di un lotto molto limitato, oggi assai raro e molto ricercato dagli appassionati.
Il 18 marzo dello stesso anno, solo un paio di mesi dopo il lancio della Dyane 6, la Dyane base venne sostituita da una nuova Dyane, presto divenuta nota come Dyane 4 per distinguerla dalla versione più potente. Questa nuova versione montava un motore da 435 cm³, simile al precedente, ma in grado di erogare fino a 26 CV di potenza massima, giungendo quindi quasi ai livelli della Dyane 6. Le prestazioni migliorarono leggermente.
Il 1968 fu anche l'anno in cui la Dyane cominciò a essere commercializzata in Italia: nel primissimo periodo di commercializzazione nel nostro Paese, la Dyane 6 era denominata Dyanissima, ma non molto tempo dopo si sarebbe uniformata alla denominazione Dyane degli altri mercati europei.
Rimanendo ancora al 1968, nel mese di settembre il bicilindrico della Dyane 6 venne portato a 33 CV SAE, questo per avere un maggior margine di distacco rispetto alla Dyane 4 che a quel punto, come già detto, poteva contare su 26 CV. Durante gli ultimi mesi del 1968 fino a tutta l'estate del 1969 non vi furono altro che variazioni nella gamma colori e in alcuni dettagli (pomello cambio, levette dietro al volante, maniglie porta, ecc).
Nel frattempo si cercò di smaltire gli esemplari delle prime Dyane con motore da 425 cm³ rimaste invendute: il pubblico preferiva di gran lunga la Dyane 6 o almeno la Dyane 4 con il nuovo motore più potente. Le ultime Dyane da 21 CV trovarono un acquirente solo nel gennaio del 1969.
Nonostante tutte le migliorie apportate nel primo anno e mezzo di commercializzazione, le vendite della Dyane non riuscirono mai a raggiungere i livelli della 2CV, che continuò a essere smerciata su livelli assai sostenuti (ma non in Italia, dove la 2CV non sarà commercializzata dal 1968 al 1976).
Per questo, nel febbraio 1970, si cercò di rendere la gamma ancor più interessante portando il motore della Dyane 6 a 35 CV di potenza. Nella stessa occasione questa versione vide l'arrivo di un alternatore in luogo della dinamo, mentre su tutta la gamma vi fu finalmente l'arrivo del terzo finestrino laterale, fatto che consentiva di eseguire le manovre con maggior tranquillità. Altre novità si ebbero con l'arrivo di nuovi rivestimenti per i sedili, mentre alla fine di quell'anno gli ammortizzatori posteriori a inerzia lasciarono il posto ad ammortizzatori idraulici telescopici.
La Dyane, però, faticava veramente a raggiungere i livelli di vendita sperati, che erano di almeno 100 000 esemplari l'anno: tale livello fu raggiunto solo nel 1972, ma già l'anno seguente tornò al di sotto del tetto fissato. Oltretutto vennero adottate delle strategie piuttosto discutibili, come ad esempio quella di raddoppiare la gamma della 2CV, fatto che calamitò maggiormente l'interesse sul modello più datato, che già faceva registrare numeri di vendita ben superiori e che in realtà avrebbe dovuto essere sostituito proprio dalla Dyane.
Perciò nel 1973 venne redatto in Francia un opuscolo pubblicitario nel quale si diceva che la Dyane era l'auto ideale per almeno 30 tipologie di clientela. Nel frattempo vennero apportate alcune migliorie tecniche di dettaglio che non influenzarono le caratteristiche generali della vettura, più altri aggiornamenti come l'introduzione degli attacchi per le cinture di sicurezza posteriori, un nuovo sistema antifurto e le maniglie porta che si spostarono da sopra a sotto la linea di cintura.

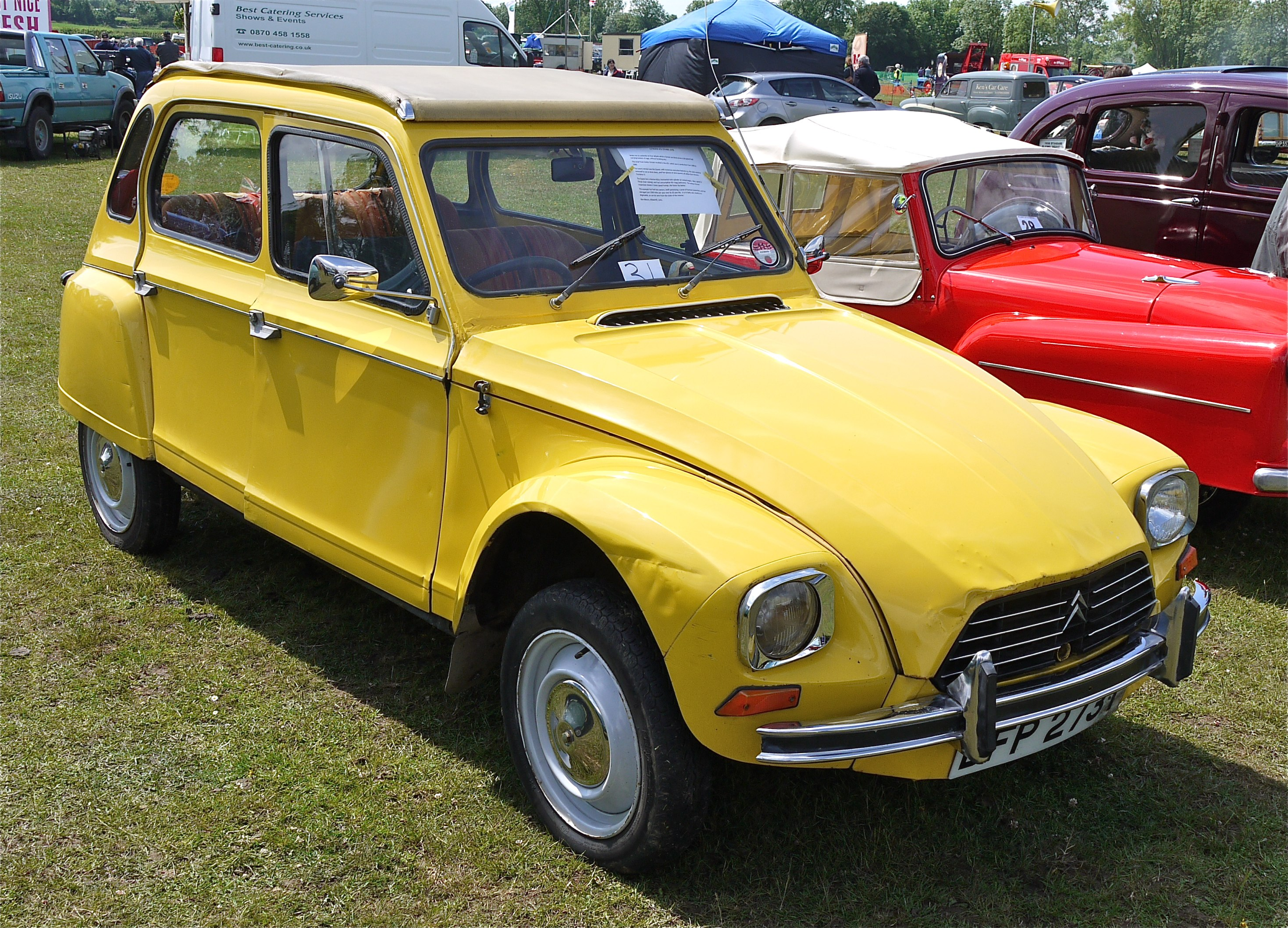
Una Dyane 6 dopo il restyling dell'autunno 1974

Nel settembre del 1974 si ebbe il restyling di mezza età, per la verità molto discreto: la Dyane ricevette una nuova calandra al posto di quella cromata a nido d'ape presentandosi con griglia in plastica grigia rifinita con dei sottili listelli cromati, mentre lo stemma diviene cromato anziché dorato e nuovi paraurti in acciaio inox con inserti in gomma nera. Tra gli altri aggiornamenti, il volante precedente a due razze fu sostituito con il classico volante monorazza Citroën imbottito, come vogliono le leggi sulla sicurezza. Cambiò anche la disposizione di alcuni comandi secondari, come quello del tergicristalli, mentre la levetta dello starter venne spostata sotto la leva del cambio. Venne aggiornata nuovamente la gamma dei colori, i pannelli porta divennero finalmente in colore coordinato con quello del rivestimento dei sedili, mentre cruscotto e volante sono sempre di colore marrone.
Alla fine di quell'anno, la Dyane fece registrare il record assoluto di vendite nella sua carriera: con i suoi 126 850 esemplari immatricolati, la vettura stabilì un record mai più eguagliato negli anni a venire. Tale record fu facilitato anche dall'avvento della crisi petrolifera che spinse molti acquirenti a orientarsi su modelli più economici e dai consumi più contenuti. Ciò portò un po' di respiro nelle casse di una Citroën in profonda crisi economica. La Casa del "double chevron" navigava in cattive acque in seguito a decisioni aziendali più che azzardate e messe in atto alla fine del decennio precedente: il fallimento della collaborazione con Fiat, il flop conseguente all'acquisizione di Maserati, lo sviluppo di due modelli derivanti da tale collaborazione (Citroën SM e Maserati Quattroporte II) e finiti con lo scarso successo commerciale e infine l'accorpamento della Panhard, finito semplicemente con l'estinzione del marchio di Reims.
Fu proprio in quel 1974 che la Peugeot comincerà a entrare nel capitale della Citroën rilevando il 38,2% del suo pacchetto azionario, il primo passo verso la creazione del Gruppo PSA.
Nell'agosto del 1975 la Dyane 4 fu tolta dal listino lasciando da quel momento in avanti solo alla Dyane 6 il compito di rappresentare la gamma Dyane. Contemporaneamente vennero apportati aggiornamenti allo sterzo dal punto di vista meccanico con nuova cremagliera, nuovo pignone, nuovo rapporto di demoltiplicazione e anche le sospensioni subirono aggiornamenti con l'arrivo di ammortizzatori telescopici anche all'avantreno.
Poche modifiche di dettaglio si ebbero nel 1976, limitate nell'abitacolo a una nuova definizione della gamma colori e dei tipi di rivestimento dei sedili. Meccanicamente, invece, il motore adottò un nuovo tipo di testata in grado di accogliere nuove molle di richiamo delle valvole di tipo specifico.
Nel gennaio del 1977 fu aggiornato il tachimetro e il volante che rimane monorazza ma che assume un disegno diverso divenendo definitivamente di colore nero così come il cruscotto: alla fine di quell'anno furono venduti 113 474 esemplari di Dyane, una cifra comunque incoraggiante rispetto ai primi anni di carriera.
Nel 1978 fu proposta anche la Acadiane, versione furgonata della Dyane, che riscosse anch'essa un certo successo presso i commercianti, principale settore di clientela a cui la Acadiane era dedicata. Era in pratica simile alla 2CV furgonata, con la differenza del corpo vettura anteriore, preso pari pari dalla Dyane berlina. Sempre nel 1978 vi fu un aggiornamento significativo dal punto di vista meccanico, con l'arrivo dei freni anteriori a disco, sempre posizionati entrobordo. Tale sistema fu ereditato dalla Ami 8, che proprio quell'anno venne cancellata dai listini in versione berlina. Per quanto riguarda la carrozzeria, le maniglie esterne delle portiere da grigie diventarono nere, e la gamma colori fu nuovamente aggiornata; vale la pena citare il fatto che per la prima volta nella storia della Dyane la tavolozza si arricchì di una tinta metallizzata (fino a quel momento erano tutte tinte pastello): tale colore era il Beige Opale. Commercializzato solo per il 1978, non ebbe molto successo, e ad oggi è assai raro.
Negli anni a venire non si ebbero più aggiornamenti di sorta, eccezion fatta per le solite rivisitazioni a colori e tessuti, per il cruscotto che comprende una copertura del motorino del tergicristallo prima lasciato a vista e per la calandra anteriore che diviene definitivamente nera e senza più i listelli cromati. L'unico aggiornamento che vale la pena menzionare riguarda il motore che nel 1981 vide la propria potenza scendere da 32 CV DIN (equivalenti ai vecchi 35 CV SAE) a 30 CV DIN.
Nel 1982 le Dyane uscirono dalle linee di montaggio di Levallois, ma la produzione continuò negli stabilimenti di Vigo, in Spagna, e di Mangualde, in Portogallo.
Nel 1983 ci furono delle ultime modifiche al modello, la più sostanziale fu l'abbandono dell'apertura dei finestrini davanti "a coulisse" in favore di quelli discendenti utilizzando direttamente le portiere dell'Acadiane che li adottò fin dal sua presentazione; i paraurti verniciati in grigio sostituiscono quelli cromati e le targhette posteriori di identificazione divennero quelle metalliche a piastra nera con lettere cromate in rilievo uniformandosi con il resto della gamma, inoltre vi è la sparizione del convogliatore della presa d'aria anteriore sul cofano che ora si presenta piatta con solo la griglia cromata.
La Dyane venne assemblata fino al mese di giugno 1983: il termine della commercializzazione venne fissato per il dicembre dello stesso anno, ma non si fece in tempo a esaurire le scorte degli esemplari prodotti e, pertanto, gli ultimi 570 esemplari furono venduti nel gennaio 1984. L'ultimo esemplare di Dyane fu venduto in Italia.
Oggigiorno, la Dyane non è forse famosa come la 2CV, ma sono nati alcuni sodalizi anche in suo ricordo. In pratica, quindi, anche la Dyane è riuscita a conquistare un piccolo posto nel cuore degli appassionati.

### Riepilogo caratteristiche
Di seguito vengono riportate le caratteristiche relative alle varie versioni previste per la gamma Dyane:
| Modello | Sigla progetto | Motore | Cilindrata cm³ | Potenza CV SAE/rpm | Coppia Nm/rpm | Massa a vuoto (kg) | Velocità max | Consumo (l/100 km) | Anni di produzione |
| Dyane   | AYA            | A79/0  | 425            | 21/5450            | 29,4/2400     | 570                | 100          | 5                  | 08/1967-03/1968    |
| Dyane 4 | AYA2           | A79/1  | 435            | 26/6750            | 30,4/4000     | 590                | 104          | 5,5                | 03/1968-08/1975    |
| Dyane 6 | AYA3           | M4     | 602            | 28/4750            | 40,2/3000     | 600                | 110          | 5,5                | 01/1968-08/1968    |
| Dyane 6 | AYB            | M28/1  | 602            | 33/5750            | 42,2/3500     | 605                | 114          | 5,6                | 10/1968-02/1970    |
| Dyane 6 | AYCB           | M28    | 602            | 35/5750            | 46,1/3500     | 605                | 120          | 5,5                | 02/1970-06/1981    |
| Dyane 6 | AYCB           | M28    | 602            | 33/5750            | 41,2/3750     | 605                | 121          | 5,5                | 06/1981-06/1983    |

### Serie speciali
La Dyane fu prodotta in un nutrito numero di serie speciali, alcune delle quali oggi introvabili. Ecco di seguito le principali:
- Caban: serie speciale di 1500 esemplari realizzata nel 1977 e destinata unicamente ai mercati francese, inglese, tedesco e svizzero. Era caratterizzata dalla livrea blu scuro con tetto bianco e filetti bianchi lungo le fiancate, il cofano e il portellone. Anteriormente, sulla punta del cofano, vi era anche un disegno di una rosa dei venti. L'intera livrea riprendeva i motivi dei giacconi da marinaio;

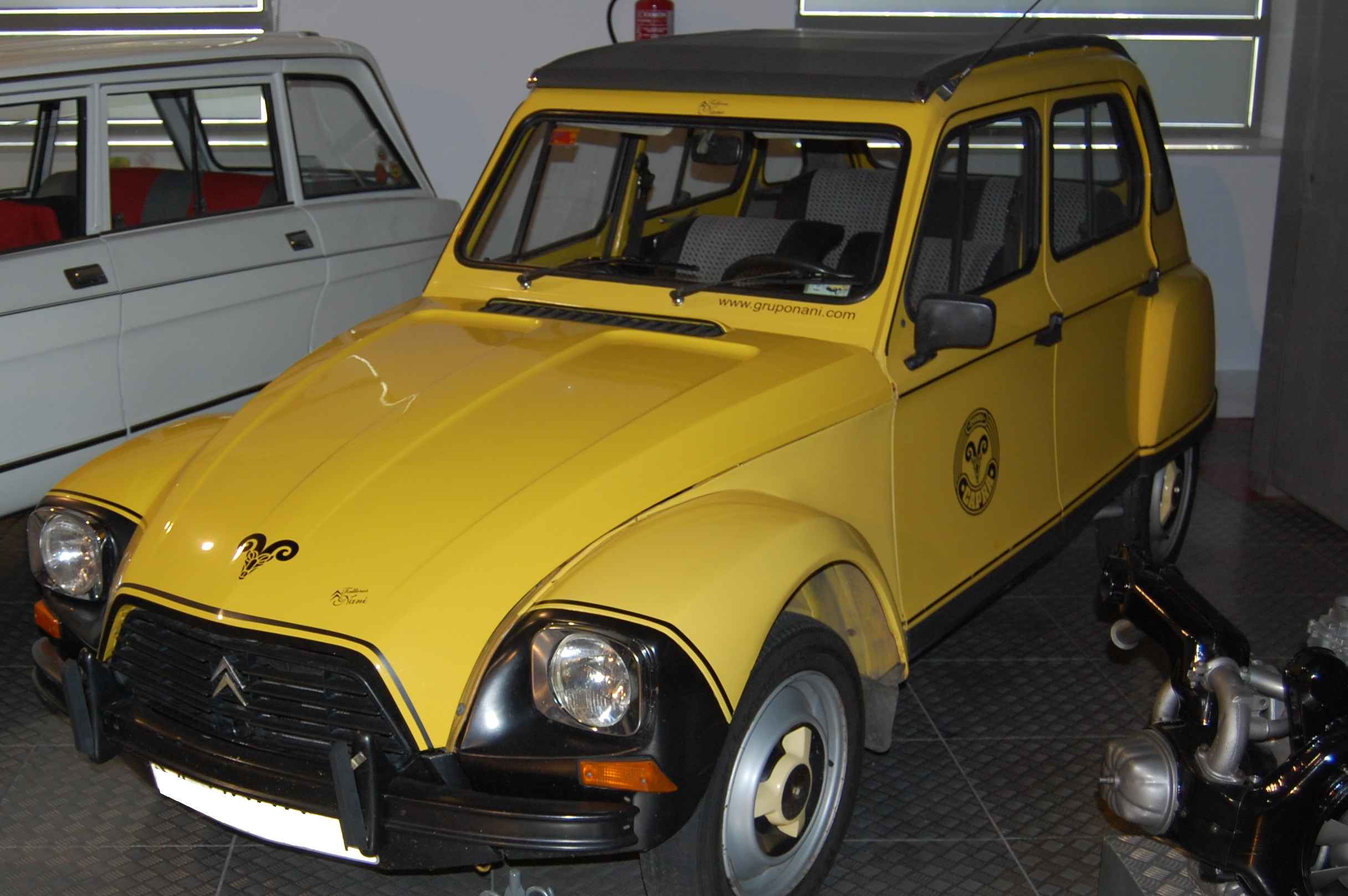
Una Citroën Dyane 6 Capra

- Una Citroën Dyane 6 CapraCapra: serie speciale riservata al mercato spagnolo. Tale serie, tirata in 600 esemplari nel 1981, era caratterizzata dalla verniciatura color giallo pastello, tranne che in parte del frontale e della coda, verniciati invece in nero. Strisce adesive nere circondano la zona sottoporta, mentre i cerchi sono quelli della GS X3 e gli interni sono in tessuto jersey bianco e nero;
- Edelweiss: altra serie speciale dedicata alla Spagna, era caratterizzata da una verniciatura azzurro con strisce bianche recanti la scritta Edelweiss in corsivo. I cerchi erano verniciati in grigio e montavano copricerchi di disegno simile a quelli montati sulla GS X3. I fari posteriori erano inediti, di maggiori dimensioni, mentre il portellone del bagagliaio era provvisto di un portapacchi fissato all'esterno. Venne prodotta in 750 esemplari alla fine del 1981;
- Cote d'Azur: serie speciale limitata al solo mercato inglese e commercializzata alla fine della carriera della Dyane, vale a dire tra il 1982 e il 1983. Tale edizione è caratterizzata dalla verniciatura bianca con capote azzurra e una striscia adesiva azzurra che percorre la linea di cintura;
- Argent: serie limitata al mercato portoghese e caratterizzata dalla verniciatura color argento metallizzato, dai cerchi con coppe mutuate dalla GS, dai sedili con poggiatesta e dagli interni in colore nero;
- Jyane: non è stata propriamente una serie speciale, ma era semplicemente la Dyane commercializzata in Iran e prodotta in loco dalla SAIPA. La denominazione è stata cambiata in Jyane perché tale parola, nel linguaggio locale, significa leone. Si distingueva dalle Dyane europee per i cerchi posteriori non carenati.

## Competizioni
Una Dyane guidata da Michel Peyret e Jean-Jacques Cornelli partecipa al 44° Rally Monte-Carlo nel 1976. Iscritta con il numero 102, arriva 80ª su 84 concorrenti classificati e 148 al via.